# 밀라노 7구
밀라노 7구(이탈리아어: municipio 7 di Milano. 밧죠, 데 안젤리, 산 시로)는 밀라노의 9개 자치구 중 하나이다.
의회 본부는 via Anselmo da Baggio, 55에 위치해 있다.

## 같이 보기
- 밀라노 3구
- 밀라노 9구
- 산 카를로 보로메오 병원
- 밀라노의 행정 구역